# Antimargarita maoria
Antimargarita maoria is een slakkensoort uit de familie van de Margaritidae. De wetenschappelijke naam van de soort is voor het eerst geldig gepubliceerd in 1995 door Dell.